# Hot Chip
Hot Chip — це британський синт-поп гурт, утворений у Лондоні в 2000 році. Гурт складається з мультиінструменталістів Алексіса Тейлора, Джо Годдарда, Аль Дойла, Оуена Кларка та Фелікса Мартіна. Їх час від часу доповнюють Роб Смуфтон та Сара Джонс для виступів на живо та студійних записів. Гурт продукує насамперед музику в жанрах синт-попу та альтернативної танцювальної музики, черпаючи впливи від хаузу й диско.
Гурт Hot Chip започаткували Тейлор та Годдард, які познайомились під час навчання у школі; їх рання співпраця включала Смуффтона в якості барабанщика. Після завершення двох EP, Мексика (2001) та San Frandisco (2002), гурт випустив дебютний альбом Coming on Strong (2004) і додав Дойла, Кларка та Мартіна до свого складу. Другий альбом гурту — The Warning (2006), був номінований на Mercury Prize. Їх продовження, Made in the Dark (2008), включало сингл «Ready for the Floor», який був номінований на премію «Греммі» за найкращий запис танцю. Згодом гурт випустив альбоми One Life Stand (2010), In Our Heads (2012), Why Make Sense? (2015) та A Bath Full of Ecstasy (2019).
Поза «Hot Chip» його учасники індивідуально та у партнерстві один з одним активно займаються іншою музичною діяльністю та періодично виконують DJ-набори.
У квітні 2012 року пісня «Boy from School» була використана в епізоді Сімпсонів «A Totally Fun Thing That Bart Will Never Do Again».

## Учасники гурту
- Алексіс Тейлор (Alexis Taylor) — вокал, синтезатор, гітара, ударні, фортепіано
- Джо Годдард (Joe Goddard) — вокал, синтезатор, ударні
- Оуен Кларк (Owen Clarke) — гітара, бас, синтезатор, ударні
- Аль Дойль (Al Doyle) — гітара, резервний вокал, синтезатор, ударні, бас, флюгельхорн, сталеві каструлі (також грає на гітарі, басі, синтезаторах та ударних для LCD Soundsystem)
- Фелікс Мартін (Felix Martin) — барабанні машини, синтезатор, програмування
- Сара Джонс (Sarah Jones) — барабани, бек-вокал, почала грати на барабанах і бек-вокалі для турне Hot Chip 2012 року та виступила в офіційному музичному відео-кліпі «Night and Day».
- Роб Смуфтон (Rob Smoughton) — член Hot Chip з 2001 по 2003 рік, згодом розпочав сольний проект Grovesnor. У 2009 році він повернувся барабанщиком групи для туру One Life Stand, а в 2012 році перейшов до гітари, басу, ударних інструментів, бек-вокалу та синтезаторів. Він виступає у відеороликах «Night and Day» та «Don't Deny Your Heart».

## Дискографія
- Coming on Strong (2004)
- The Warning (2006)
- Made in the Dark (2008)
- One Life Stand (2010)
- In Our Heads (2012)
- Why Make Sense? (2015)
- A Bath Full of Ecstasy (2019)[2]